# 巽好幸
巽 好幸（たつみ よしゆき、1954年〈昭和29年〉 - ）は、日本の地球科学者。専門はマグマ学。学位は、理学博士。神戸大学大学院理学研究科教授を経て、神戸大学海洋底探査センター客員教授。テレビ番組NHKスペシャル『列島誕生　ジオ・ジャパン』などに出演。Yahoo!ニュースの執筆者。

## 略歴
1954年（昭和29年）大阪府生まれ。大阪学芸大学（現・大阪教育大学）附属天王寺小学校・附属天王寺中学校・大阪教育大学附属高等学校天王寺校舎卒業。1978年、京都大学理学部卒業。1983年、東京大学大学院理学系研究科（地質学）博士課程修了。「沈み込み帯における初生マグマの成因」。
マンチェスター大学研究員、京都大学総合人間学部教授、京都大学大学院理学研究科教授、東京大学海洋研究所教授。
2001年（平成13年）独立行政法人海洋研究開発機構地球内部ダイナミクス領域プログラムディレクターを経て、2012年10月より神戸大学大学院理学研究科教授。
2020年（令和2年）4月より神戸大学高等研究院海共生研究アライアンス長。
2021年（令和3年）4月より神戸大学海洋底探査センター客員教授。ジオリブ研究所所長。

## 人物
スキンヘッドで、身長193センチの巨漢。趣味は料理で、著書『和食はなぜ美味しい　日本列島の贈り物』（岩波書店）は、NHKスペシャル『列島誕生　ジオ・ジャパン』シリーズのネタ本となった。

## 受賞
- 2003年（平成15年） - 日本地質学会賞[1]
- 2011年 - 日本火山学会賞[1]
- 2012年 - アメリカ地球物理学連合 (AGU) ボーエン賞[1]
- 2016年 - 第40回井植文化賞（公益財団法人井植記念会[9]）
- 2023年 - 科学ジャーナリスト賞（書籍「『美食地質学』入門〜和食と日本列島の素敵な関係」による）[10]

## 出演

### ラジオ
- 2011年6月26日（平成23年）- TBSラジオ『安住紳一郎の日曜天国』のゲストコーナー

### テレビ
- 2017年7月（平成29年） - 日本放送協会（NHK）NHKスペシャル『列島誕生　ジオ・ジャパン』シリーズ[11]
- 2018年5月30日 - NHK『滝沢秀明の火山探検紀行 巨大カルデラの謎に迫る』[12]
- 2020年（令和2年）4月22日 - NHK Eテレ『又吉直樹のヘウレーカ!』和食のうまいは“マグマ”のおかげ？
- 2020年6月 - NHKスペシャル『列島誕生　ジオ・ジャパン　２』シリーズ[11]

## 著作物

### 論文
- 国立情報学研究所収録論文 国立情報学研究所

### 著作
- 『沈み込み帯のマグマ学 : 全マントルダイナミクスに向けて』東京大学出版会、1995年。ISBN 4-13-060708-1。
- 『安山岩と大陸の起源 : ローカルからグローバルへ』東京大学出版会、2003年。ISBN 4-13-060746-4。
- 『いちばんやさしい地球変動の話』河出書房新社、2011年。ISBN 978-4309252582。
- 『地球の中心で何が起こっているのか : 地殻変動のダイナミズムと謎』幻冬舎〈幻冬舎新書〉、2011年。ISBN 978-4-344-98227-7。
- 『なぜ地球だけに陸と海があるのか：地球進化の謎に迫る』岩波書店〈岩波科学ライブラリー〉、2012年。ISBN 978-4-00-029591-8。
- 『地震と噴火は必ず起こる : 大変動列島に住むということ』新潮社〈新潮選書〉、2012年。ISBN 978-4-10-603715-3。
- 『和食はなぜ美味しい　ー日本列島の贈り物』岩波書店、2014年。ISBN 978-4000062268。
- 『富士山大噴火と阿蘇山大爆発』幻冬舎新書、2016年。ISBN 978-4344984202。
- 『「美食地質学」入門〜和食と日本列島の素敵な関係』光文社新書、2022年。ISBN 978-4334046378。
- 『地球は生きている　地震と火山の科学』角川ソフィア文庫、2024年。ISBN 978-4044008253。

#### 共著など
- 金田義行ほか『先端巨大科学で探る地球』東京大学出版会、2008年。ISBN 978-4-13-063707-7。
- 平朝彦ほか 著、住明正ほか 編『地球惑星科学 8 地殻の形成』岩波書店、2010年（原著1997年）。ISBN 978-4-00-006998-4。
- 『パワーストーン : 石が伝える地球の真実』巽好幸監修、幻冬舎、2011年。ISBN 978-4-344-01991-1。